# I'll Be Missing You
„I'll Be Missing You“ je druhý singl amerického rappera a hudebního producenta Puff Daddyho, který pochází z jeho debutového alba No Way Out. Píseň byla vydána jako druhý singl z alba 27. května 1997. Na první pozici v žebříčku Billboard Hot 100 se udržela jedenáct týdnů.

## O písni
Jde o vzpomínkovou píseň pro zavražděného rappera The Notorious B.I.G.. Obsahuje sample písně "Every Breath You Take" od skupiny The Police. Píseň byla hotová ještě před obdržením souhlasu s použitím samplu, i proto Sting, zpěvák skupiny The Police, vlastní 100% práv na tuto píseň. Obsahuje také melodii amerického spirituálu "I'll Fly Away".
Jako první hip-hopový singl mužského interpreta debutoval na první příčce žebříčku Billboard Hot 100, kde se udržel po jedenáct týdnů. Velký úspěch zaznamenal i mezinárodně.
V USA se prodalo přes 3 miliony kusů, a tím získal certifikaci 3x platinový singl – (RIAA). Velmi úspěšný byl i v Německu, kde se prodalo 1,5 milionu kusů (3x platinový – BVMI), ale také ve Spojeném království, kde se prodalo 1,47 milionu kusů (2x platinový – BPI).
Puff Daddy za píseň získal cenu Grammy.

## Tracklist

### Singl
- Puff Daddy (featuring Faith Evans a 112) – "I'll Be Missing You"

### Maxi-single
- Puff Daddy (featuring Faith Evans a 112) – "I'll Be Missing You"
- The Lox – "We'll Always Love Big Poppa"
- 112 – "Cry On"
- Puff Daddy & Faith Evans (featuring 112) – "I'll Be Missing You" (Instrumental)
- The Lox – "We'll Always Love Big Poppa" (Instrumental)

## Mezinárodní žebříčky
| Země                            | Umístění |
| ------------------------------- | -------- |
| Austrálie (ARIA)                | 1        |
| Belgie (Ultratop)               | 1        |
| Finsko (SVL)                    | 3        |
| Kanada (Canadian Hot 100)       | 1        |
| Německo (Media Control)         | 1        |
| Spojené království (UK Singles) | 1        |
| US Hot 100                      | 1        |
| US Hip Hop                      | 6        |
| US Rap                          | 1        |

| "MMMBop" od Hanson | "I'll Be Missing You" US Billboard Hot 100 #1 hity 14. června ~ 30. srpna 1997 | "Mo Money Mo Problems" od The Notorious B.I.G. ft. Puff Daddy a Mase |